# Hitman 2 (película de 2025)
Hitman 2 (en hangul, 히트맨 2; romanización revisada, Hiteumaen 2) es una película surcoreana, una comedia de acción escrita por Choi Won-sub y Shin Joong-ryul, dirigida por el propio Choi Won-sub, y protagonizada por Kwon Sang-woo, Jung Joon-ho, Lee Yi-kyung, Hwang Woo-seul-hye, Kim Sung-oh y Lee Ji-won. Es la continuación del filme de 2020 Hitman: Agent Jun. Se estrenó en Corea del Sur el 22 de enero de 2025, y fue un éxito de taquilla con una recaudación superior a los dieciséis millones de dólares.

## Sinopsis
Jun fue un legendario agente del Servicio de Inteligencia Nacional surcoreano (NIS), que creó un webtoon sobre las andanzas de un agente secreto. Su obra obtuvo un gran éxito, aunque efímero, porque la segunda temporada fue un sonado fracaso. Su verdadera vocación le llevó a fingir su muerte para abandonar el NIS y, con otra identidad, dedicarse solo al dibujo; así comienza a dibujar su propia historia. Sin embargo, se produce un atentado terrorista que reproduce lo que ha publicado, de modo que se encuentra en el punto de mira tanto de algunos villanos como del propio NIS.

## Reparto

### Principal
- Kwon Sang-woo como Kim Bong-joon/Jun/Kim Soo-hyuk. Quince años después de fingir su muerte se convierte en escritor de webtoon y comienza a dibujar su propia historia.[2][3]
- Jung Joon-ho como Cheon Deok-kyu, director del NIS. El instructor que dirigió el proyecto Escudo, y el maestro de Jun.[4]
- Lee Yi-kyung como Cheol, agente del NIS. El personaje que se convirtió en el último as del proyecto Escudo después de que Jun se fuera.[5]
- Hwang Woo-seul-hye como Lee Mi-na, curadora de una galería de arte y esposa de Bong-joon, a la que en el pasado apodaban con el nombre de Sesenta Segundos, porque ese es el tiempo que necesitaba para seducir a cualquier hombre. Se dice que toda la historia oscura de los días de Sesenta Segundos que se publicó originalmente en las redes sociales Buddy Buddy y Cyworld fue borrada, pero el Servicio de Inteligencia Nacional la descubrió.[6][7][3]
- Kim Sung-oh como Chang Cheol-ryong/Pierre Jean, jefe de los agentes especiales de espionaje de Corea del Norte.[8][9]
- Lee Ji-won como Kim Ga-young, que ahora, cuatro años después de la primera parte de la historia, se ha convertido en un estudiante de secundaria.

### Secundario

#### Entorno de Cheon Deok-kyu y Cheol
- Lee Soon-won como Cha Yong-chool, subdirector del NIS.[10]
- Han Ji-eun como Jeon Hae-in, galerista que se pasa al bando de Pierre Jean.[10][11][12]
- Ryu Yeon-seok como un subordinado de Yong-chool.

#### Entorno de Kim Bong-jun
- Lee Jun-hyeok como Park Gyu-man, el editor que permitió a Soo-hyuk subir su trabajo a Naver Webtoon.[13][14]
- Choi Dong-gu como Su-hyuk, un youtuber que dibuja caricaturas y las sube a la red.

#### Los villanos
- Park Kwang-jae como Anton, subordinado de Pierre Jean.
- Kim Han-jun como Sasha, subordinado de Pierre Jean.

#### Otros
- Song Yoon-ha como la mujer con kimono.
- Hong Ki-ju como funcionario norcoreano 1.
- Oh Chung-geun como funcionario norcoreano 2.
- Kim Eun-mo como funcionario norcoreano 3.
- Lee Ho-young como funcionario norcoreano 4.
- Joo Chang-wook como subordinado 1 de Chang Cheol-ryong.
- Lee Geon-gu como subordinado 2 de Chang Cheol-ryong.

### Apariciones especiales
- Jo Soo-bin como presentador de noticias.
- Choi Ji-woo como la médica de urgencias.[15][16]

## Producción
Hitman 2 es la continuación del filme de 2020 Hitman: Agent Jun, un éxito de taquilla de 2020. Cuenta con los mismos guionistas, director y reparto de actores. También la productora Berry Good Studio repite. Kim Sung-oh y Lee Soon-won confirmaron su participación en aquella el 26 de mayo de 2023. En junio se añadió el nombre de Han Ji-eun.
El rodaje comenzó a principios de junio de 2023 y concluyó el 3 de septiembre.
El 10 de diciembre de 2024 la distribuidora publicó el cartel de lanzamiento de la película y anunció que se estrenaría en el sucesivo mes de enero. El 20 de diciembre publicó un nuevo cartel y un primer tráiler, y precisó la fecha del estreno, 22 de enero. El 27 se publicó el cartel principal, y al día siguiente el tráiler principal. El 15 de enero se celebró una conferencia de prensa y un pase previo de la película para los medios de información en el centro comercial CGV Yongsan I'Park en Yongsan-gu, Seúl. El 20 de enero, por último, se publicaron seis carteles de personajes.
Entre las estrategias de mercadeo seguidas por la distribuidora, tuvieron su lugar algunas técnicas de publicidad viral, como la inclusión de imágenes y frases de la película en redes sociales y foros en línea. Precisamente By4m es conocida por haber recurrida ya antes a estas técnicas, no solo en cine sino también en los otros sectores donde opera: productos de belleza, mercado editorial y musical. La distribuidora ha estado en el centro de algunas polémicas por sospechas de publicidad viral inversa y manipulación de listas de éxitos musicales. Otro recurso publicitario que se usó para la película fue un amplio programa de saludos al público de los actores, que en este caso se prolongaron por tres semanas, mientras que lo habitual es no superar las dos semanas.

## Estreno y recepción
La película se estrenó el 22 de enero de 2025 en 1410 pantallas, y reunió el primer día a 105 911 espectadores, superando en este aspecto a su predecesora Hitman: Agent Jun, que había tenido poco más de 80 000. Tanto el director como los protagonistas tomaron parte de un programa de saludos al público en cines de Seúl y algunas ciudades más del país: Gyeonggi, Incheon, Daegu y Busan entre otras. En el primer fin de semana, la película ocupó el segundo lugar con 604 887 espectadores en taquilla coreana, detrás de Dark Nuns, con 604 887 espectadores, aunque muy cerca de esta.
Fue la primera producción en superar en Corea del Sur la barrera del millón de espectadores en 2025, meta que alcanzó en tan solo ocho días, el 29 de enero. Y apenas cinco días después, el 3 de febrero, rebasó los dos millones de billetes vendidos. De hecho, Hitman 2 fue la película ganadora en taquilla de las vacaciones del Año Nuevo lunar (28-30 de enero), con 720 000 espectadores y 6900 millones de wones, por delante de Dark Nuns. Al 29 de marzo de 2025, ya concluido su paso por las salas, la película se había proyectado en 1588 salas para 2 547 448 espectadores, que habían dejado una taquilla de 16 303 983 dólares, estando por este concepto en la primera posición entre las películas surcoreanas estrenadas en 2025. Superó, pues, su punto de equilibrio financiero, que se había fijado en 2,3 millones de entradas vendidas.
El 27 de febrero de 2025 la película pasó al circuito de vídeo bajo demanda en algunos canales de televisión por cable. Allí siguió su éxito de público, pues obtuvo el primer lugar en la categoría de películas VOD por cable para la cuarta semana de febrero, por delante de Harbin y One Win.